# 이도류

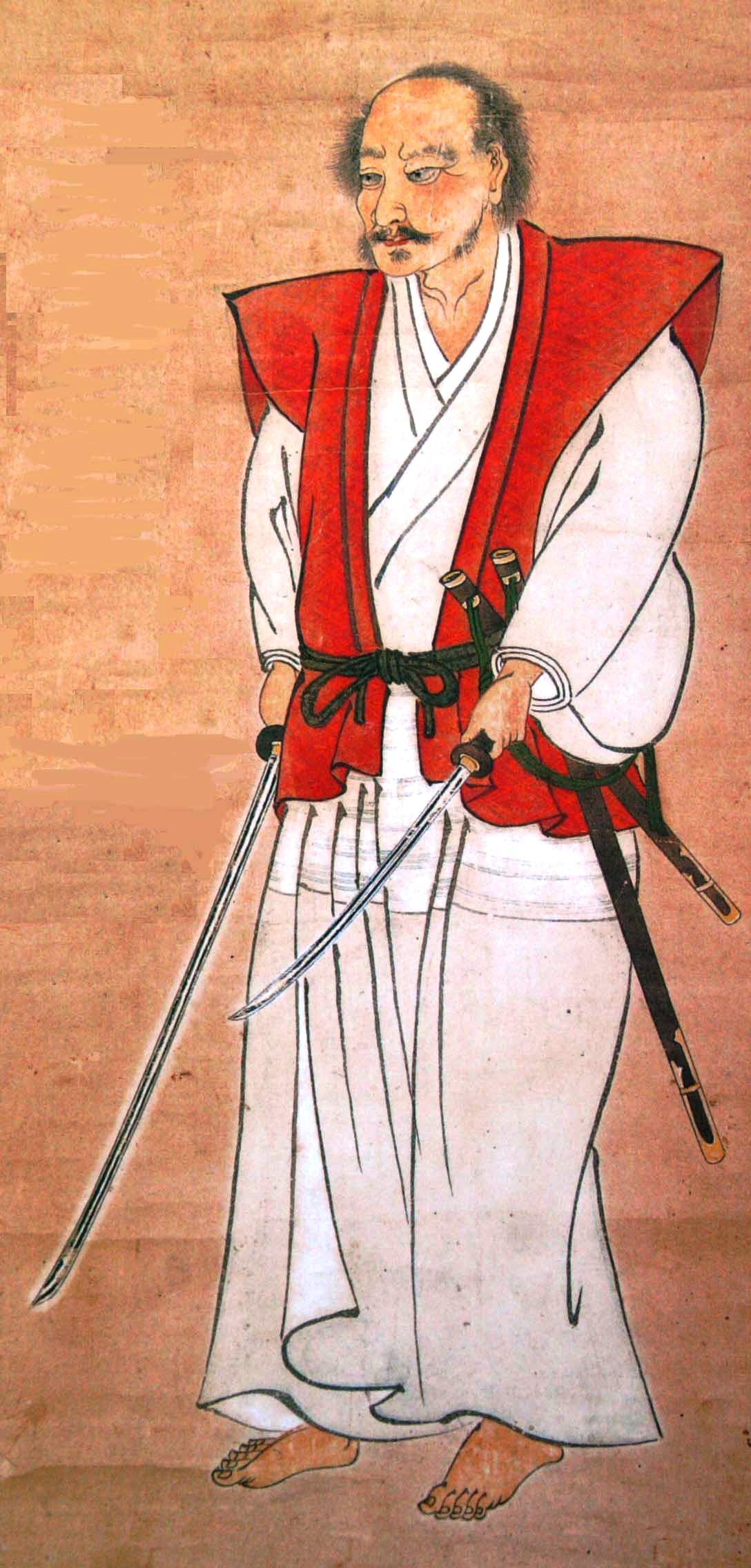
미야모토 무사시의 하단 자세

이도류(일본어: 二刀流 니토류[*])는 일본 검술에서 양손(오른손과 왼손)에 각각 칼 또는 검을 들고 공수를 행하는 기술의 총칭이다. 이도검법이라고도 한다. 또한 일본에서는 좌우 양손으로 무기를 다루는 것에서 두 가지 다른 수단을 가지고 일을 하는 것과 동시에 두 가지 일을 하는 것을 의미하기도 했다.
대한민국에서는 검 두자루를 사용하는 것을 쌍검술이라고 한다. 권총을 사용하는 경우는 쌍권총이라고 한다. 영어에서는 무기 종류를 불문하고 "dual wield"라고 표현한다.

## 같이 보기
- 도검